# Ліга націй УЄФА 2024—2025 (Ліга D)
Ліга націй УЄФА 2024—2025 — Ліга D (англ. 2024–25 UEFA Nations League D) — нижчий дивізіон Ліги націй УЄФА 2024—2025, змагання проходили у 2024 році за участю чоловічих збірних команд 6 членів асоціацій УЄФА.

## Дисциплінарні покарання
Показник фейр-плей використовується як один з критеріїв визначення місць команд у таблиці. Показник базується на отриманих у матчах дисциплінарних покараннях (жовті та червоні картки) та розраховується таким чином:
- жовта картка = 1 бал
- червона картка (як результат другої жовтої) = 3 бали
- пряма червона картка = 3 бали
- пряма червона після жовтої картки = 4 бали

До гравця може застосовуватися не більше ніж одне з вищевказаних покарань за один матч.

## Формат
Формат Ліги D змінився порівняно з попереднього сезону. 6 команд (місця з 49 по 54 в списку учасників Ліги націй 2024—25) будуть поділені на 2 групи —  по 3 команди в кожній групі. Кожна команда грає по два матчі з кожним суперником в своїй групі (вдома та на виїзді). Переможець кожної групи отримує підвищення до Ліги C Ліги націй 2026-27.

## Учасники

### Зміни в списку учасників
Після сезону 2022–23 у Лізі D відбулися такі зміни:
| З Ліги C (пониження) |
| -------------------- |
| Гібралтар            |

| До Ліги C (підвищення) |
| ---------------------- |
| - Естонія - Латвія     |

### Жеребкування
Для жеребкування команди було поділено на кошики на основі загального рейтингу Ліги націй 2022-23.
| Команда   | Рейт |
| --------- | ---- |
| Гібралтар | 49   |
| Молдова   | 50   |

| Команда     | Рейт |
| ----------- | ---- |
| Мальта      | 51   |
| Андорра     | 52   |
| Сан-Марино  | 53   |
| Ліхтенштейн | 54   |

Жеребкування групових етапів відбулося 8 лютого 2024 о 19:00 (18:00 CET) у Парижі (Будинку взаємного страхування).

## Групи
9 лютого 2024 УЄФА затвердили календар групового етапу після жеребкування.

### Група 1
| Поз | Команда     | І | В | Н | П | ГЗ | ГП | РГ | О | Підвищення або кваліфікація |  | Сан-Марино | Гібралтар | Ліхтенштейн |
| --- | ----------- | - | - | - | - | -- | -- | -- | - | --------------------------- |  | ---------- | --------- | ----------- |
| 1   | Сан-Марино  | 4 | 2 | 1 | 1 | 5  | 3  | +2 | 7 | Вихід у Лігу C              |  | —          | 1–1       | 1–0         |
| 2   | Гібралтар   | 4 | 1 | 3 | 0 | 4  | 3  | +1 | 6 | Плей-оф підвищення          |  | 1–0        | —         | 2–2         |
| 3   | Ліхтенштейн | 4 | 0 | 2 | 2 | 3  | 6  | −3 | 2 |                             |  | 1–3        | 0–0       | —           |

| 5 вересня 2024 20:45 |

| Сан-Марино    | 1–0      | Ліхтенштейн |
| ------------- | -------- | ----------- |
| - Сенсолі 53' | Протокол |             |

| Сан-Марино Стедіум, Серравалле Глядачів: 914 Арбітр: Андріс Трейманіс (Латвія) |

| 8 вересня 2024 18:00 |

| Гібралтар                   | 2–2      | Ліхтенштейн                            |
| --------------------------- | -------- | -------------------------------------- |
| - Волкер 8' - Скенлон 90+7' | Протокол | - Саглам 53' - Н. Гаслер 90+14' (пен.) |

| Європа Спортс Парк, Європа Глядачів: 681 Арбітр: Крісто Тогвер (Естонія) |

| 10 жовтня 2024 20:45 |

| Гібралтар  | 1–0      | Сан-Марино |
| ---------- | -------- | ---------- |
| Брітто 62' | Протокол |            |

| Європа Спортс Парк, Європа Глядачів: 677 Арбітр: Фелікс Цваєр (Німеччина) |

| 13 жовтня 2024 18:00 |

| Ліхтенштейн | 0–0      | Гібралтар |
| ----------- | -------- | --------- |
|             | Протокол |           |

| Райнпарк, Вадуц Глядачів: 1 510 Арбітр: Гораціу Феснік (Румунія) |

| 15 листопада 2024 20:45 |

| Сан-Марино         | 1–1      | Гібралтар         |
| ------------------ | -------- | ----------------- |
| Нанні 90+2' (пен.) | Протокол | Волкер 11' (пен.) |

| Сан-Марино Стедіум, Серравалле Глядачів: 1 324 Арбітр: Ігор Паяч (Хорватія) |

| 18 листопада 2024 20:45 |

| Ліхтенштейн | 1–3      | Сан-Марино                                       |
| ----------- | -------- | ------------------------------------------------ |
| - Зелє 40'  | Протокол | - Ладзарі 46' - Нанні 66' (пен.) - Голінуччі 76' |

| Райнпарк, Вадуц Глядачів: 1 157 Арбітр: Жеремі Піньяр (Франція) |

### Група 2
| Поз | Команда | І | В | Н | П | ГЗ | ГП | РГ | О | Підвищення або кваліфікація |  | Молдова | Мальта | Андорра |
| --- | ------- | - | - | - | - | -- | -- | -- | - | --------------------------- |  | ------- | ------ | ------- |
| 1   | Молдова | 4 | 3 | 0 | 1 | 5  | 1  | +4 | 9 | Вихід у Лігу C              |  | —       | 2–0    | 2–0     |
| 2   | Мальта  | 4 | 2 | 1 | 1 | 2  | 2  | 0  | 7 | Плей-оф підвищення          |  | 1–0     | —      | 0–0     |
| 3   | Андорра | 4 | 0 | 1 | 3 | 0  | 4  | −4 | 1 |                             |  | 0–1     | 0–1    | —       |

| 7 вересня 2024 18:00 (19:00 UTC+3) |

| Молдова                                  | 2–0      | Мальта |
| ---------------------------------------- | -------- | ------ |
| - Каймаков 32' - Ніколаєску 45+4' (пен.) | Протокол |        |

| Зімбру, Кишинів Глядачів: 6 142 Арбітр: Микола Балакін (Україна) |

| 10 вересня 2024 20:45 |

| Андорра | 0–1      | Мальта          |
| ------- | -------- | --------------- |
|         | Протокол | - Камензулі 45' |

| Естаді Насьйональ, Андорра-ла-Велья Глядачів: 812 Арбітр: Мохаммед Аль-Хакім (Швеція) |

| 10 жовтня 2024 18:00 (19:00 UTC+3) |

| Молдова                       | 2–0      | Андорра |
| ----------------------------- | -------- | ------- |
| - Йоніце 31' - Кожокару 90+5' | Протокол |         |

| Зімбру, Кишинів Глядачів: 6 442 Арбітр: Мілош Міланович (Сербія) |

| 13 жовтня 2024 18:00 |

| Мальта           | 1–0      | Молдова |
| ---------------- | -------- | ------- |
| Теума 87' (пен.) | Протокол |         |

| Національний стадіон, Та-Калі Глядачів: 5 754 Арбітр: Джон Брукс (Англія) |

| 16 листопада 2024 18:00 |

| Андорра | 0–1      | Молдова         |
| ------- | -------- | --------------- |
|         | Протокол | Постолакі 90+2' |

| Естаді Насьйональ, Андорра-ла-Велья Глядачів: 984 Арбітр: Булат Сарієв (Казахстан) |

| 19 листопада 2024 20:45 |

| Мальта | 0–0      | Андорра |
| ------ | -------- | ------- |
|        | Протокол |         |

| Національний стадіон, Та-Калі Глядачів: 3 142 Арбітр: Лука Більбія (Боснія і Герцеговина) |

## Проміжний загальний рейтинг
| Рей | Груп | Команда     | І | В | Н | П | ГЗ | ГП | РГ | О |
| --- | ---- | ----------- | - | - | - | - | -- | -- | -- | - |
| 49  | D2   | Молдова     | 4 | 3 | 0 | 1 | 5  | 1  | +4 | 9 |
| 50  | D1   | Сан-Марино  | 4 | 2 | 1 | 1 | 5  | 3  | +2 | 7 |
|     |      |             |   |   |   |   |    |    |    |   |
| 51  | D2   | Мальта      | 4 | 2 | 1 | 1 | 2  | 2  | 0  | 7 |
| 52  | D1   | Гібралтар   | 4 | 1 | 3 | 0 | 4  | 3  | +1 | 6 |
|     |      |             |   |   |   |   |    |    |    |   |
| 53  | D1   | Ліхтенштейн | 4 | 0 | 2 | 2 | 3  | 6  | −3 | 2 |
| 54  | D2   | Андорра     | 4 | 0 | 1 | 3 | 0  | 4  | −4 | 1 |

## Фінальний загальний рейтинг
| Рей   | Команда                                         | П/П  |
| ----- | ----------------------------------------------- | ---- |
| 49–51 | Азербайджан                                     | Fall |
| 50–52 | Литва                                           | Fall |
| 49–52 | Програвший плей-оф пониження/підвищення Ліг C/D | *    |
| 49–52 | Програвший плей-оф пониження/підвищення Ліг C/D | *    |
|       |                                                 |      |
| 53    | Ліхтенштейн                                     |      |
| 54    | Андорра                                         |      |